# Megaloproctus schunckei
Megaloproctus schunckei är en stekelart som beskrevs av Marsh 1983. Megaloproctus schunckei ingår i släktet Megaloproctus och familjen bracksteklar. Inga underarter finns listade i Catalogue of Life.